# Strażkowska Pastwa

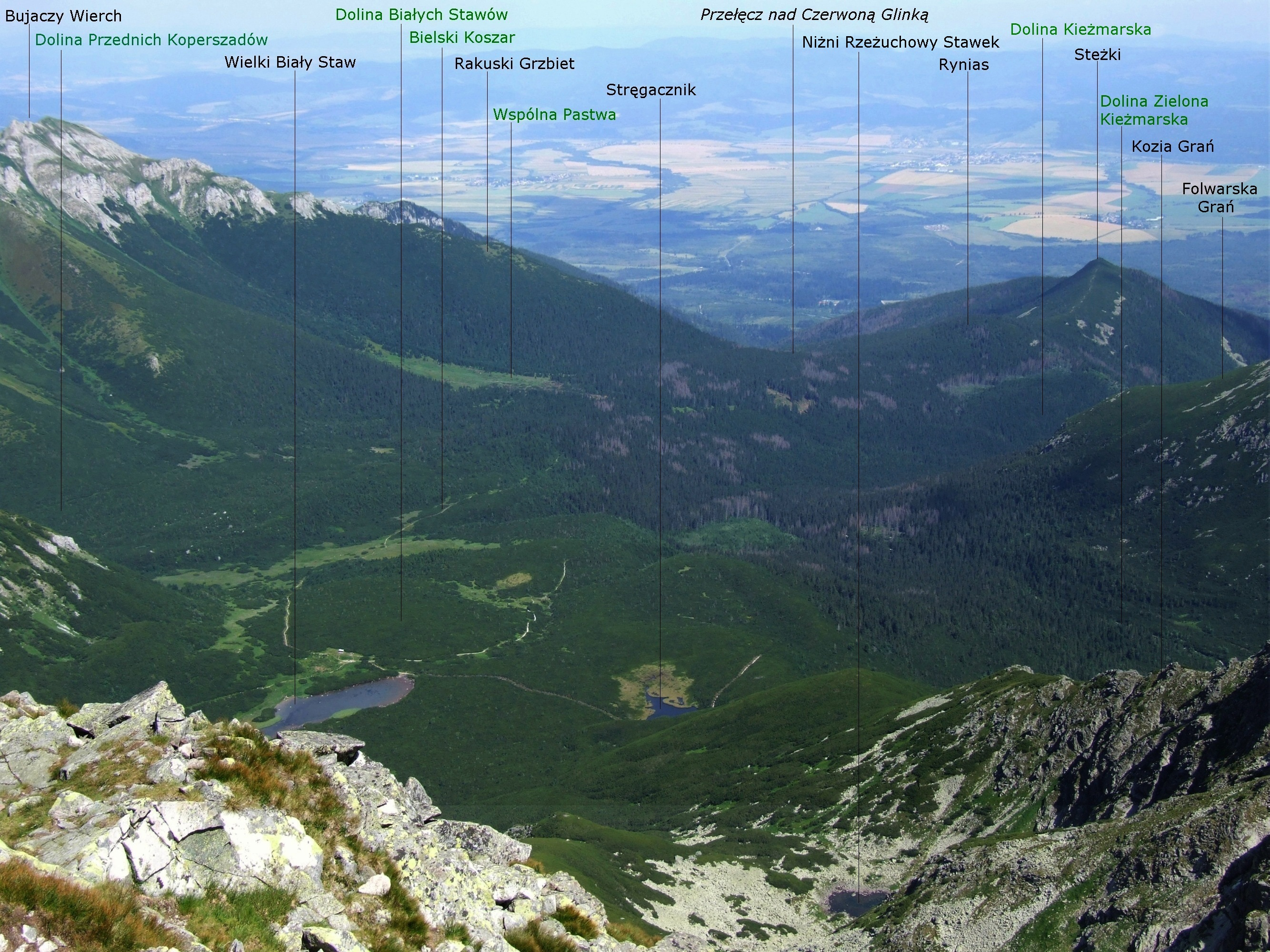
Niewielka Strażkowska Pastwa w lesie po prawej stronie Wspólnej Pastwy

Strażkowska Pastwa (niem. Neher Au, słow. Strážťanská poľana, węg. Nagyőri-rét) – polana w Dolinie Kieżmarskiej w słowackich Tatrach Bielskich. Znajduje się na południowym zboczu Bujaczego Wierchu, na wysokości około 1400 m. Ma eliptyczny kształt i długość około 150 m. Na jej wschodnim końcu rośnie spora grupka limb, które zostały starannie zabezpieczone przed jeleniami i sarnami. Około 100 m na południowy zachód od obrzeża polany, na wysokości około 1370 m w lesie stoi ukryta wśród drzew chatka Tatrzańskiego Parku Narodowego. Na słowackiej mapie oznaczona jest jako chata na ŽihÍawníku.  Do chatki dochodzi nieznakowana droga leśna z Kieżmarskiej Polany. Około 100 m od chatki na wschód jest w lesie duży paśnik dla dzikich zwierząt.
Około 200 m na północ znajduje się dużo większa polana Wspólna Pastwa. Obydwie polany są pozostałością dawnego Pasterstwa. Zniesienie wypasu powoduje, że samorzutnie zarastają lasem. Strażkowska Pastwa jest już w dużym stopniu zarośnięta. Nie prowadzi przez nią żaden szlak turystyczny i znajduje się na obszarze ochrony ścisłej Tatrzańskiego Parku Narodowego. Poniżej polany znajduje się wywierzysko o nazwie Studencka Studnia. Wypływa z niego potok Pokrzywiana Woda.